# North Sydney (Nova Scotia)
North Sydney ist eine Ortschaft und ehemalige Gemeinde in Nova Scotia, Kanada. Sie gehört seit 1. August 1995 zur Cape Breton Regional Municipality und hat 6048 Einwohner (2011).
North Sydney liegt an der Nordost-Küste der Kap-Breton-Insel zwischen Sankt-Lorenz-Golf und Atlantischem Ozean. Der Hafen der Stadt ist Anlegestelle für den Marine Atlantic Fährverkehr zwischen kanadischem Festland und den neufundländischen Häfen Port aux Basques und Argentia und ist somit Teil des Trans-Canada Highways. North Sydney ist der nördliche Endpunkt des Nova Scotia Highway 105.

## Geschichte
Ende des 18. Jahrhunderts war North Sydney eine blühende Hafenstadt. Um 1870 war der Hafen der Stadt der viertgrößte Kanadas. Dampfschiffe luden hier Kohle und die Western Union hatte 1875 eine interkontinentale Telegraphenlinie eingerichtet. 1891 lebten 2513 Menschen in North Sydney.
Der Fährverkehr mit Neufundland wurde 1898 aufgenommen, nachdem die Reid-Newfoundland Company North Sydney als Festlandhafen ausgewählt hatte. Die Fahrt der SS Bruce nach Port aux Basques im Juni dieses Jahres war die erste Fahrt einer bis heute bestehenden Fährverbindung.

## Söhne und Töchter der Gemeinde
- Flora Isabel MacDonald (1926–2015), Politikerin, Außenministerin von Kanada
- Bobby Smith (* 1958), Eishockeyspieler

## Weblinks

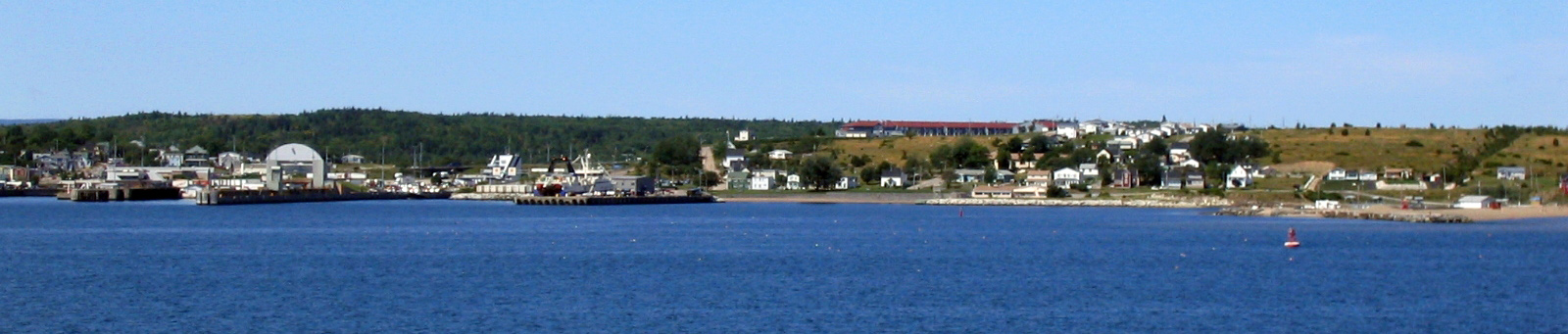
Panorama von North Sydney, Neuschottland